# Thank God I Found You
Thank God I Found You (englisch für „Gott sei Dank habe ich dich gefunden“) ist ein Lied der US-amerikanischen Sängerin Mariah Carey aus dem Jahr 1999, in Zusammenarbeit mit 98 Degrees und Joe.

## Entstehung und Veröffentlichung
Das Lied wurde von der Interpretin selbst, zusammen mit James Harris III und Terry Lewis vom Produzentenduo Jimmy Jam und Terry Lewis, getextet, komponiert und produziert. Der Gesang wurde in den Capri Digital Studios (Capri, Italien) und den Avatar Studios (New York City) aufgenommen. Das Lied wurde vom Supa Engineer Duo bei Right Track Recording gemischt und von Herb Powers gemastert.
Die Erstveröffentlichung von Thank God I Found You erfolgte am 15. Oktober 1999 bei Columbia Records, als Teil von Careys sechsten Studioalbum Rainbow (Katalognummer: 495065 2). Am 15. November 1999 erschien das Lied zunächst als Airplay, ehe es am 1. Januar 2000 als zweite Singleauskopplung aus dem Album erschien (Katalognummer: SRCS 2170). Diese erschien weltweit in verschiedenen Ausführungen, die sich durch die Anzahl und Auswahl der B-Seiten unterscheiden.

## Hintergrund
Eines Nachts erhielten Harris und Lewis einen Anruf von Careys Assistentin, die ihnen mitteilte, dass Carey eine Idee für einen neuen Titel habe. Sie bat sie, sich am gleichen Abend im Studio zu treffen. Als sie ankamen sang Carey ihnen bereits die Melodie des Liedes vor. Normalerweise, wenn Carey Lieder komponierte, spielte James „Big Jim“ Wright die Akkorde. Er war an diesem Abend nicht im Studio anwesend, also spielte Lewis Carey die Akkorde vor. Nachdem sie die Melodie komponiert hatte, nahm Carey ihren Gesang auf. Als Carey männliche um männliche Begleitsänger bat, rekrutierten Harris und Lewis den R&B-Sänger Joe. Obwohl das Produzentenduo K-Ci & JoJo auch dem Titel haben wollten, ließen sie die Idee fallen, weil sie bei einem anderen Plattenlabel unter Vertrag standen. Über die Aufnahme sagte Joe:

“She [Carey] gave me a call, and she was like, ‘I would love to do a duet with you. Come by the studio.’ When I got there, she played the song for me. I didn't expect to record the song, but when I heard it, I said, ‘Man, there's no way I'm going to leave this studio without my voice being on that record.’ Everything just happened so fast. I didn't expect for it to be a single or a video. Everything was just great.”

„Sie [Carey] rief mich an und sagte: ‚Ich würde gerne ein Duett mit dir machen. Komm mal im Studio vorbei.‘ Als ich dort ankam, spielte sie mir das Lied vor. Ich hatte nicht erwartet, den Song aufzunehmen, aber als ich ihn hörte, sagte ich: ‚Mann, ich werde dieses Studio auf keinen Fall verlassen, ohne dass meine Stimme auf dieser Platte zu hören ist.‘ Alles ging einfach so schnell. Ich hatte nicht erwartet, dass es eine Single oder ein Video wird. Es war einfach alles super.“

Harris und Lewis baten auch die Boyband 98 Degrees um gesangliche Unterstützung, da sie männliche Harmonien wollten. Carey sprach in einem Interview mit MTV über die Zusammenarbeit. „Es ist wie damals, als ich ‚One Sweet Day‘ geschrieben habe. Es schrie wirklich nach einer Gruppe, die mit mir singt, und nach einem starken männlich-weiblichen Ding, wenn es darum geht, stimmlich hin und her zu gehen. Wir haben uns ganz natürlich zusammengefunden.“

## Musikvideo
Das Musikvideo zu Thank God I Found You entstand unter der Regie von Brett Ratner in Minneapolis. Das Video ist ein Band des Liveauftrittes beim Last Chance Summer Dance, das von 101.3 KDWB-FM organisiert wurde. Die Premiere fand am 14. Oktober 1999 in der MTV-Sendung Total Request Live (TRL) statt. Es beginnt mit Szenen von Carey und Joe im Studio. Carey ist mit ihrem Welpen zusammen und telefoniert. Das Video zeigt strahlend blauen Himmel und Aufnahmen hinter den Kulissen, auf denen Carey mit ihrem Hund Jack feiert und Texte auf einen Notizblock schreibt. Als das Lied beginnt, sieht man Carey, wie sie auf einem roten Sofa liegt und den Text auf den Notizblock schreibt. Dann performt sie den Song auf der Bühne, begleitet von Joe und 98 Degrees.
Zusätzlich gibt es ein Video zum Make It Last Remix unter der Regie von Sanaa Hamri, in dem Carey mit Zöpfen in einem Nachtclub mit Joe und Nas zu sehen ist. Das Video ist körnig; wurde am 16. und 17. Oktober 1999 in der Bar Rosso in Hamburg gedreht.

## Kommerzieller Erfolg

### Chartplatzierungen
| ChartsChartplatzierungen       | Höchstplatzierung | Wochen |
| ------------------------------ | ----------------- | ------ |
| Deutschland (GfK)              | 28 (9 Wo.)        | 9      |
| Schweiz (IFPI)                 | 17 (13 Wo.)       | 13     |
| Vereinigte Staaten (Billboard) | 1 (20 Wo.)        | 20     |
| Vereinigtes Königreich (OCC)   | 10 (12 Wo.)       | 12     |

| ChartsJahrescharts (2000)      | Platzierung |
| ------------------------------ | ----------- |
| Vereinigte Staaten (Billboard) | 45          |

### Auszeichnungen für Musikverkäufe
| Land/Region               | Auszeichnungen für Musikverkäufe (Land/Region, Auszeichnung, Verkäufe) | Verkäufe  |
| ------------------------- | ---------------------------------------------------------------------- | --------- |
| Vereinigte Staaten (RIAA) | Platin                                                                 | 1.000.000 |
| Insgesamt                 | 1× Platin ·                                                            | 1.000.000 |

Hauptartikel: Mariah Carey/Auszeichnungen für Musikverkäufe